# 青森県道191号種里町柳田線
青森県道191号種里町柳田線（あおもりけんどう191ごう たねさとまちやなぎたせん）は、青森県西津軽郡鰺ヶ沢町から深浦町を通る一般県道である。

## 概要
鰺ヶ沢町種里町で青森県道190号松代町陸奥赤石停車場線から連続・分岐して南西方向へ進む。町境は未供用で、深浦町岩坂から北方向へ進み、深浦町柳田でJR五能線と交差後に東へ折れ、陸奥柳田駅を経由し国道101号に至る。

### 路線データ
- 起点：西津軽郡鰺ケ沢町大字種里町[1]
- 終点：西津軽郡深浦町大字柳田[1]

## 歴史
- 1961年（昭和36年）2月10日 - 県道に認定される[1]。

## 路線状況

### 冬期通行止め
- 鯵ヶ沢町大然 - 深浦町石動（12月上旬 - 5月下旬）

## 地理

### 通過する自治体
- 西津軽郡
  - 鰺ヶ沢町
  - 深浦町

### 交差する道路
- 青森県道190号松代町陸奥赤石停車場線（西津軽郡鰺ケ沢町大字種里町、起点）
- 鰺ヶ沢町道赤石渓流線（西津軽郡鰺ケ沢町大字一ッ森町）[2][3]
- 国道101号（西津軽郡深浦町大字柳田、終点）

### 沿線の施設など
- くろくまの滝（本路線から町道赤石渓流線に入る[2]）
- 光信公の館（種里城址）
- 白神大自然河川公園
- 柳田簡易郵便局
- JR五能線 陸奥柳田駅